# فيلير كوتيري
فيلير كوتيري، (بالفرنسية: Villers-Cotterêts)‏، (تنطق:vi.lɛʁ kɔ.tə.ʁɛ)، هي بلدية فرنسية في إقليم أن، لتابع لمنطقة أوت دو فرانس، في شمال فرنسا.

## معرض صور

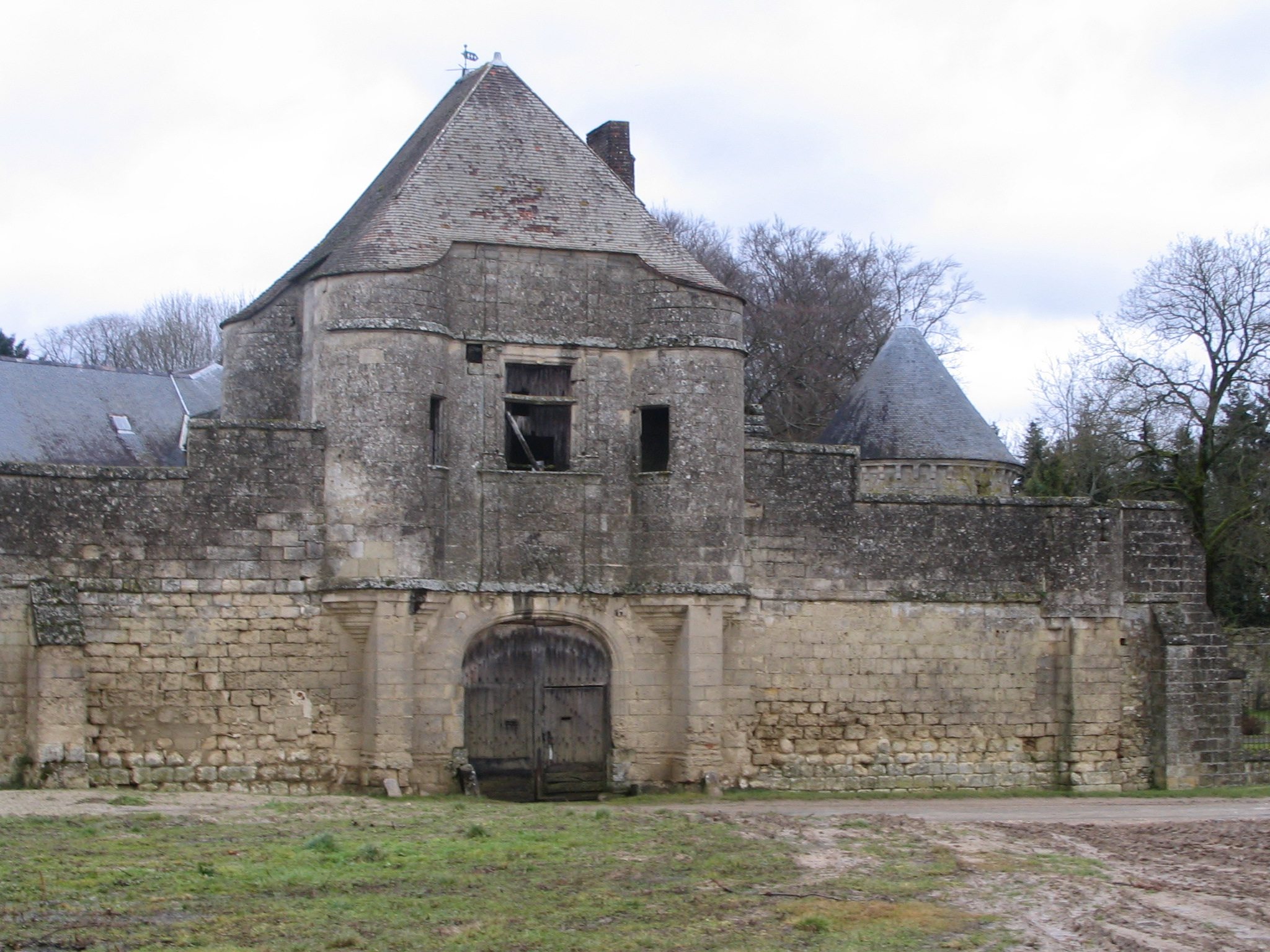
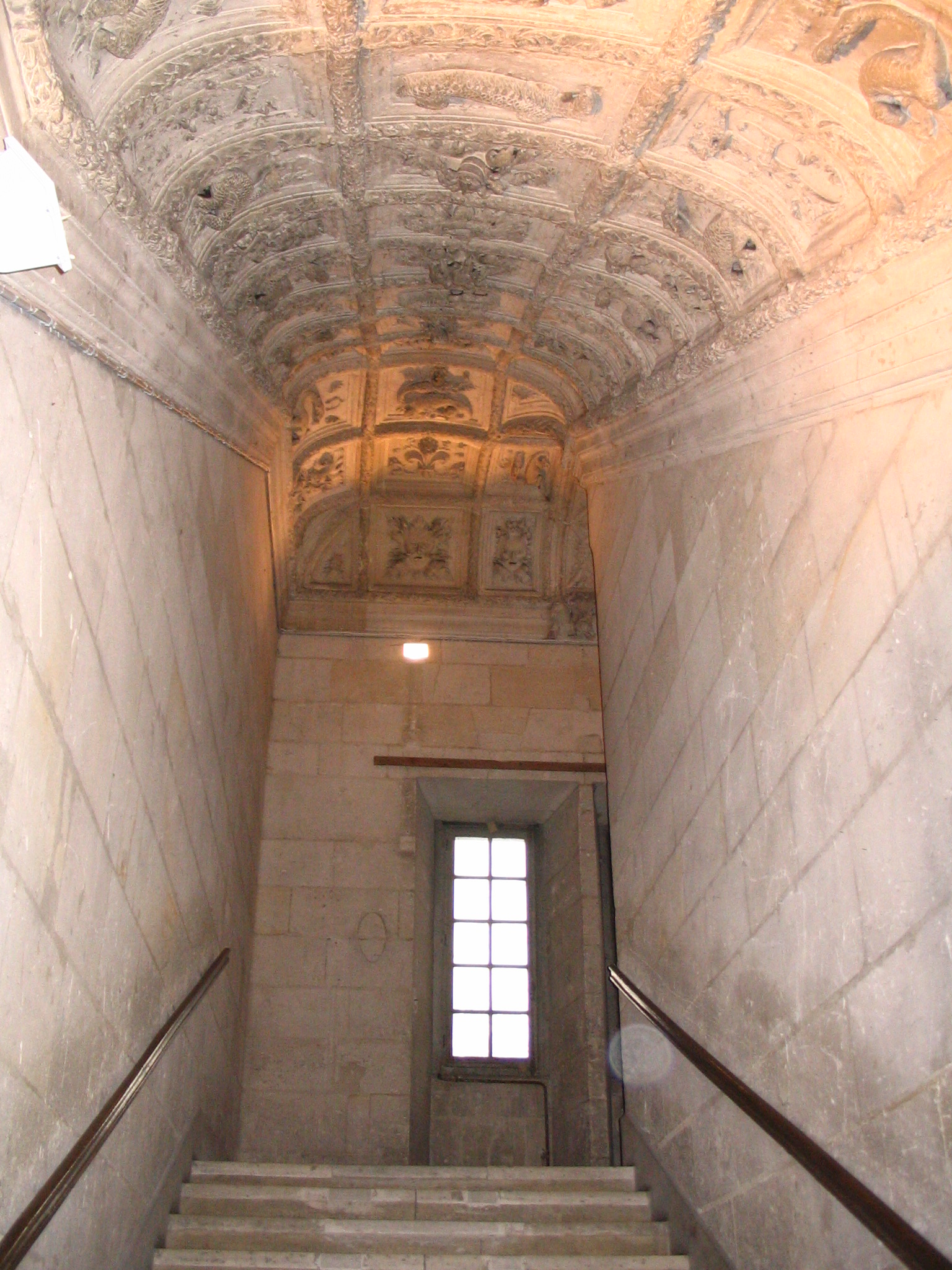
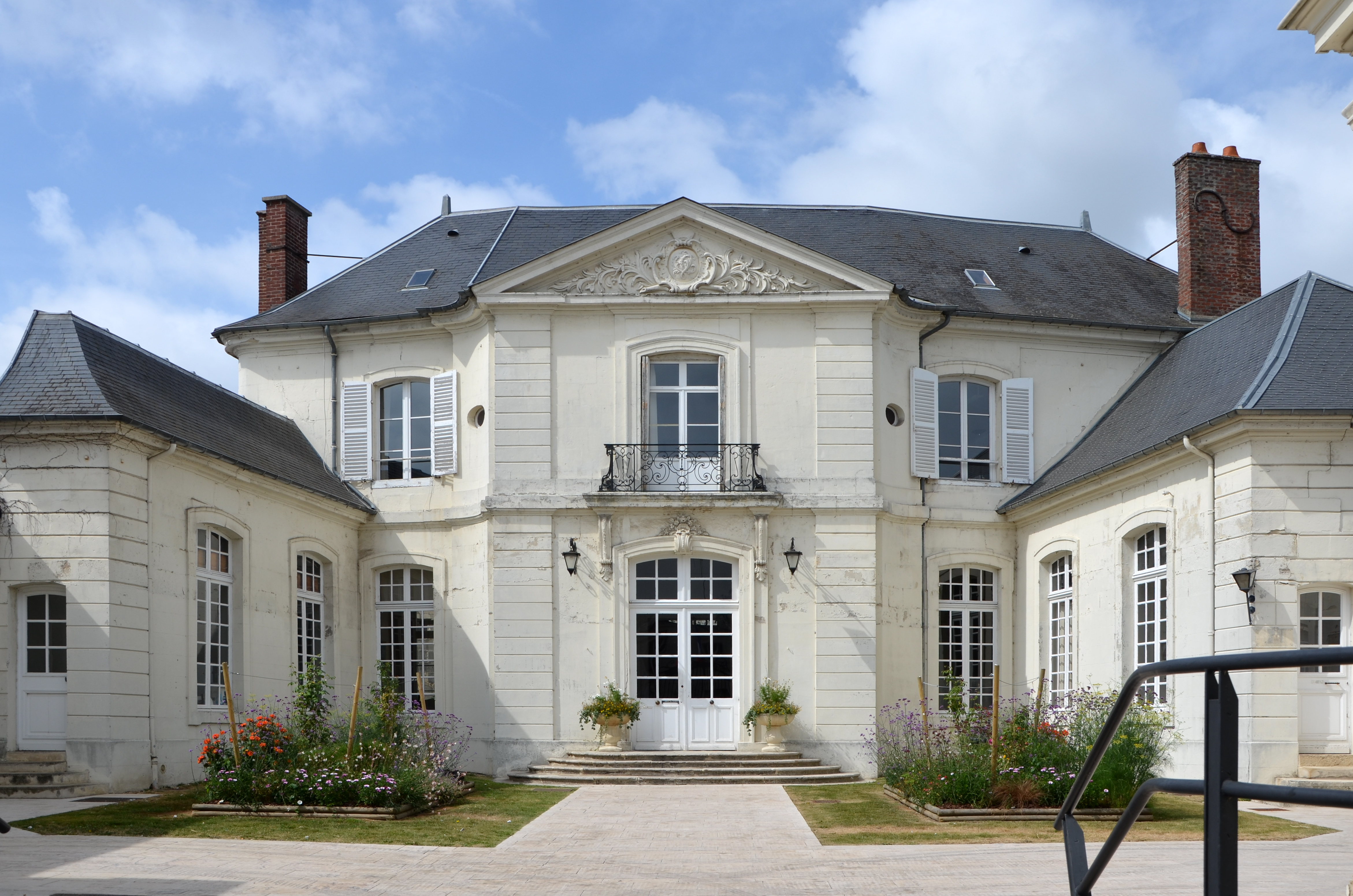

## أعلام
- إيف هيربيه
- ألكسندر دوما